# John Owen (enxadrista)
John Owen foi um jogador de xadrez do Reino Unido com diversas participações em competições internacionais no século XIX. Seus melhores resultados foram dois terceiro lugar em Londres 1862 e 1870 a semifinal de Birmingham 1858. A Defesa Owen é em sua homenagem após ter vencido Paul Morphy a utilizando.